# Experimental-plastic-elongation-Verfahren
Das Experimental-plastic-elongation-Verfahren beschreibt eine physikalisch-mathematische Methode, die bei der Berechnung von Zugspannungen und Durchhängen von  Freileitungen, insbesondere bei der Verwendung von Hochtemperaturleiterseilen, eingesetzt wird.

## Bekannte Verfahren zur Berechnung von Zugspannungen und Durchhängen von Freileitungen
Verfahren zur Berechnung von Zugspannungen und Durchhängen gehören zu den wichtigsten Werkzeugen in der Projektierung und Auslegung von Freileitungen.
In der Literatur sind dafür drei grundsätzliche Verfahren bekannt:
- Das Verfahren unter Anwendung eines reinen linearen Dehnungsmodells (LE-Verfahren)
- Das Verfahren unter Anwendung eines linearen Dehnungsmodells unter vereinfachter Einbindung des Kriech- und Setzverhaltens (SPE-Verfahren)
- Das Verfahren unter Anwendung eines nicht linearen Dehnungsmodells (EPE-Verfahren)

Alle Verfahren basieren auf der Berechnung von Kettenlinien und Dehnungen in unterschiedlichen Varianten und unterscheiden sich deutlich in Genauigkeit und Berechnungsaufwand.

### LE-Verfahren
Bei dem LE-Verfahren (engl.: Linear elastic model) werden Freileitungsseile als lineare Federn mit einem einzigen E-Modul und einem einzigen Wärmedehnungskoeffizienten modelliert. Eine plastische Verformung durch Kriech- oder Setzvorgänge wird nicht berücksichtigt.

### SPE-Verfahren
Bei dem SPE-Verfahren (engl.: Simplified plastic elongation model) werden Freileitungsseile wie beim LE-Verfahren als lineare Federn modelliert. Zusätzlich wird eine plastische Dehnung des Leiters berechnet, indem eine typische permanente Längenänderung addiert wird (normalerweise ausgedrückt als äquivalente Temperaturänderung).

### EPE-Verfahren
Bei dem EPE-Verfahren (engl.: Experimental plastic elongation model) werden Freileitungen als nichtlineare Federn modelliert, die sich elastisch in Abhängigkeit von der Zugspannung, plastisch in Abhängigkeit von der Zugspannung und der Zeit, sowie thermisch in Abhängigkeit von der Temperatur dehnen. 
Während die elastische und thermische Dehnung durch einfache mathematische Formeln berechnet werden können, wird bei der plastischen Dehnung der im Allgemeinen nicht lineare Zusammenhang zwischen Zugspannung und Dehnung aus einem Spannungs-Dehnungs-Diagramm durch ein  Polynom vierten Grades dargestellt. Die Koeffizienten des Polynoms werden über Zugspannungs-Dehnungs-Versuche im Labor ermittelt. Dabei werden die Leiterseele und die Außenlage getrennt voneinander betrachtet.

## Gründe für die Nutzung des EPE-Verfahrens
In Deutschland wird bei der Berechnung von Zugspannungen und Durchhängen üblicherweise das SPE-Verfahren angewendet. Im Zuge des erstmaligen Einsatzes von sogenannten Hochtemperaturleiterseilen (HTLS-Leiter) wurde festgestellt, dass Programme zur Durchhangs- und Abstandsberechnung von Freileitungsseilen unter Verwendung des SPE-Verfahrens die physikalischen Eigenschaften von HTLS-Leitern nur unzureichend abbilden. Sie weisen Schwächen bei der Bestimmung derjenigen mechanischen Belastung auf, bei der die Belastung allein auf die Seele des Leiters übergeht (Kniepunkt; engl.: Transitionpoint; TP). Das Kriechdehnungsverhalten des Leiters, dass beim SPE-Verfahren durch eine äquivalente Temperaturerhöhung ausgedrückt wird, wird ebenfalls
nur näherungsweise abgebildet.
Um eine technisch ausreichende Abbildung mit einer entsprechenden Genauigkeit in der Berechnung der Durchhänge und Abstände zu ermöglichen, ist die Anwendung des EPE-Verfahrens möglich. Hierbei werden die bei Typmusterprüfungen ermittelten Daten der Zugspannungs-Dehnungs-Prüfung herangezogen, um ein physikalisch genaueres Modell des Leiterverhaltens zu erstellen.